# Élections fédérales suisses de 1905
Les élections fédérales suisses de 1905 se sont déroulées le 29 octobre 1905. Ces élections permettent d'élire au système majoritaire les 167 députés répartis sur 49 arrondissements électoraux eux-mêmes répartis sur les 22 cantons, siégeant au Conseil national (chambre basse), pour une mandature de trois ans.
Le corps électoral composé de citoyens ayant droit de cité élit désormais directement les membres du Conseil des États dans les cantons d'Appenzell Rhodes-Extérieures, d'Appenzell Rhodes-Intérieures, de Glaris, de Nidwald et d'Obwald et d'Uri (à travers la Landsgemeinde), et à l'urne dans les cantons de Bâle-Campagne, de Bâle-Ville, de Genève, des Grisons, de Schwytz, de Soleure, du Tessin, de Thurgovie, de Zoug et de Zurich et pour la première fois dans les cantons d'Argovie et de Lucerne. Dans les 4 autres cantons, les élections au Conseil des États sont quant à elles toujours non régulées et certains cantons ont renouvelé leurs Sénateurs parfois plusieurs fois sur les trois années écoulées. Dans ces 4 autres cantons, les Conseillers aux États continuent d'être élus, nommés ou désignés par les Grands Conseils, et ce à des dates variables. 
Le quotidien Der Bund de Berne voit ces élections comme un «rassemblement populaire contre les activités socialistes-anarchistes» et comme un «plébiscite contre l'agitation des socialistes». Le Parti socialiste suisse est accusé de soutenir le mouvement anarchiste, à la suite de l'introduction du marxisme orthodoxe dans son programme sous l'influence de Otto Lang en 1904. Ils sont également accusés d'être les instigateurs de violentes grèves et de véhiculer au sein de la population un sentiment anti-militariste. En face, les socialistes argumentent que les Radicaux s'arrogent le fait d'être les seuls représentants de toutes les classes sociales sans réellement connaître les besoins et les attentes de la classe ouvrière. Dès lors, la campagne électorale ne se joue que sur la lutte des classes. Le Parti démocratique tenta en vain de prendre une attitude conciliante entre Radicaux et Socialistes. Enfin, les Conservateurs catholiques, à cause d'un manque d'organisation interne, n'ont presque pas fait campagne.
Pour la vingtième fois consécutive et ce depuis 1848, le Parti radical-démocratique (centre), remporte le scrutin fédéral avec 104 sièges (+4) et 49,2 % des voix (-1,2 %). Ce sont à nouveau les vainqueurs incontestables de ces élections, en remportant tant le vote populaire que le nombre de sièges, et conservent ainsi la majorité absolue gagnée en 1881. Le Parti socialiste suisse obtient quant à lui 2 sièges (-5 ce qui fait la plus grande perte de sièges) mais paradoxalement, avec 14,7 % des voix (+2,1 %), il obtient la meilleure progression en nombre de voix et dépasse désormais le Parti démocratique qui n'obtient que 4,4 % et 6 sièges (+2) ainsi que les Libéraux Modérés qui n'obtiennent que 6,7 % mais tout de même 19 sièges.
Ces élections ont débouché sur la 20e Législature qui s'est réunie pour la première fois le 4 décembre 1905.
Sur les 779 835 hommes âgés de 20 et plus et ayant droit de cité, 440 383 d'entre eux prirent part à ce scrutin, ce qui représente un taux de participation de 56,5% (-0,3 %).
Le taux de participation le plus élevé est dans le canton de Schaffhouse où le vote obligatoire fait déplacer 96 % du corps électoral (+10,2 %). À l'inverse, dans le canton de Zoug, seulement 20 % du corps électoral prend part au vote.

## Législature 1905 - 1908
Les liens (et couleurs) renvoient sur les partis héritiers actuels.
|  | Formations («Partis»)        | Sigles | Tendances politiques            | Sièges au CN | Sièges au CE † |
|  | ---------------------------- | ------ | ------------------------------- | ------------ | -------------- |
|  | Parti radical-démocratique   | PRD    | radical, centre-gauche          | 104          | 24             |
|  | Parti populaire catholique   | PPC    | conservateur catholique, droite | 35           | 16             |
|  | Libéraux Modérés             | LM     | libéral, centre                 | 19           | 1              |
|  | Parti démocratique           | DEM    | progressiste, gauche            | 6            | 1              |
|  | Parti socialiste             | PSS    | marxiste                        | 2            | -              |
|  | Parti populaire bernois (BE) | PPB    | conservateur réformé, droite    | 1            | -              |
|  | Vacant                       | -      | n/a                             | -            | 2              |

† Les élections au CE étant du ressort des cantons, les chiffres ne reflètent que les apparentements lors de la première journée de la Législature.

## Résultats au Conseil national dans les cantons
| Canton             | Total | Parti socialiste | Parti démocratique | Parti radical-démocratique | Libéraux Modérés | Parti populaire bernois | Parti populaire catholique |
| ------------------ | ----- | ---------------- | ------------------ | -------------------------- | ---------------- | ----------------------- | -------------------------- |
| Zurich             | 22    | 0 (-3)           | 1                  | 18 (+4)                    | 3 (-1)           | -                       | -                          |
| Berne              | 29    | -                | -                  | 24                         | 2                | 1                       | 2                          |
| Lucerne            | 7     | -                | -                  | 4                          | -                | -                       | 3                          |
| Uri                | 1     | -                | -                  | -                          | -                | -                       | 1                          |
| Schwytz            | 3     | -                | -                  | 1 (+1)                     | -                | -                       | 2 (-1)                     |
| Nidwald            | 1     | -                | -                  | -                          | -                | -                       | 1                          |
| Obwald             | 1     | -                | -                  | -                          | -                | -                       | 1                          |
| Glaris             | 2     | -                | 2 (+1)             | 0 (-1)                     | -                | -                       | -                          |
| Zoug               | 1     | -                | -                  | 1                          | -                | -                       | -                          |
| Fribourg           | 6     | -                | -                  | 1                          | -                | -                       | 5                          |
| Soleure            | 5     | -                | -                  | 4                          | -                | -                       | 1                          |
| Bâle Campagne      | 3     | 0 (-1)           | 1 (+1)             | 2                          | -                | -                       | -                          |
| Bâle-Ville         | 6     | 1                | -                  | 3                          | 2                | -                       | -                          |
| Schaffhouse        | 2     | -                | -                  | 2                          | -                | -                       | -                          |
| Rhodes-Extérieures | 3     | -                | -                  | 3                          | -                | -                       | -                          |
| Rhodes-Intérieures | 1     | -                | -                  | -                          | 1                | -                       | -                          |
| Saint Gall         | 13    | 1 (-1)           | 1                  | 5 (+1)                     | -                | -                       | 6                          |
| Grisons            | 5     | -                | -                  | 3                          | 1                | -                       | 1                          |
| Argovie            | 10    | -                | -                  | 7                          | 1                | -                       | 2                          |
| Thurgovie          | 6     | -                | 1                  | 4 (-1)                     | -                | -                       | 1 (+1)                     |
| Tessin             | 7     | -                | -                  | 5                          | -                | -                       | 2                          |
| Vaud               | 14    | -                | -                  | 10                         | 4                | -                       | -                          |
| Valais             | 6     | -                | -                  | 1                          | -                | -                       | 5                          |
| Neuchâtel          | 6     | -                | -                  | 5                          | 1                | -                       | -                          |
| Genève             | 7     | 0 (-1)           | -                  | 2                          | 4                | -                       | 1                          |
|                    | 167   | 2 (-5)           | 6 (+2)             | 104 (+4)                   | 19 (-1)          | 1 (±)                   | 35 (±)                     |